# Stenomantispa ilsae
Stenomantispa ilsae is een insect uit de familie van de Mantispidae, die tot de orde netvleugeligen (Neuroptera) behoort. 
Stenomantispa ilsae is voor het eerst wetenschappelijk beschreven door Stitz in 1913.